# Келли, Дамаен
Дамаен Келли (англ. Damaen Kelly; род. 18 августа 1976, Белфаст) — ирландский и британский боксёр, представитель наилегчайших весовых категорий. Выступал за сборную Ирландии по боксу в середине 1990-х годов, бронзовый призёр чемпионатов Европы и мира, участник летних Олимпийских игр в Атланте. В период 1997—2006 годов боксировал на профессиональном уровне, владел титулами чемпиона EBU, IBO, WBF, был претендентом на титул чемпиона мира IBF.

## Биография
Дамаен Келли родился 18 августа 1976 года в Белфасте, Северная Ирландия.

### Любительская карьера
Первого серьёзного успеха на взрослом международном уровне добился в сезоне 1993 года, когда вошёл в основной состав ирландской национальной сборной и побывал на чемпионате мира в Тампере, откуда привёз награду бронзового достоинства, выигранную в зачёте наилегчайшей весовой категории — на стадии полуфиналов был нокаутирован кубинцем Вальдемаром Фонтом. Также в этом сезоне выступил на чемпионате Европы в Бурсе, где в 1/8 финала проиграл россиянину Альберту Пакееву.
В 1994 году одержал победу на чемпионате Ирландии, выступил на Играх Содружества в Виктории.
На мировом первенстве 1995 года в Берлине дошёл до 1/8 финала, проиграв венгру Дьёрдю Фаркашу.
В 1996 году завоевал бронзовую медаль на европейском первенстве в Вайле и тем самым удостоился права защищать честь страны на летних Олимпийских играх в Атланте — в категории до 51 кг благополучно прошёл первых двоих соперников по турнирной сетке, тогда как в третьем четвертьфинальном бою со счётом 6:13 потерпел поражение от казаха Булата Жумадилова.

### Профессиональная карьера
Вскоре по окончании Олимпиады Келли покинул расположение ирландской сборной и в сентябре 1997 года успешно дебютировал на профессиональном уровне. Одержав семь побед в рейтинговых поединках, в 1998 году завоевал титул чемпиона Содружества в наилегчайшем весе, а затем добавил к нему и титул чемпиона Великобритании. Однако в мае 1999 года потерпел поражение техническим нокаутом от соотечественника Кита Кнокса (10-5-2) и тем самым лишился своих чемпионских поясов.
Несмотря на проигрыш, Дамаен Келли продолжил активно выходить на ринг. Так, в поединке с россиянином Игорем Герасимовым (24-9) получил титул интернационального чемпиона во втором наилегчайшем весе по версии Всемирного боксёрского совета (WBC), позже стал чемпионом Европейского боксёрского союза (EBU), победив решением большинства судей другого российского боксёра Александра Махмутова (31-5).
В сентябре 2000 года завоевал титул чемпиона мира по версии Международной боксёрской организации (IBO), провёл одну защиту, после чего был лишён этого титула в связи с отсутствием санкционированных чемпионских поединков.
В мае 2002 года выиграл титул чемпиона мира по версии Всемирной боксёрской федерации (WBF).
Благодаря череде удачных выступлений в 2003 году Келли удостоился права оспорить титул чемпиона мира по версии Международной боксёрской федерации (IBF), который на тот момент принадлежал непобеждённому колумбийцу Ирене Пачеко (29-0). Ирландский боксёр отправился в Колумбию, но взять верх над чемпионом не смог — в шестом раунде трижды побывал в нокдауне, а в седьмом проиграл техническим нокаутом.
В декабре 2004 года отметился победой над достаточно сильным англичанином Джейсоном Бутом (25-3), заполучив титул чемпиона мира IBO во втором наилегчайшем весе. Эта победа позволила Келли вновь оспорить титул чемпиона IBF, он должен был встретиться с проживавшим в Австралии армянином Виком Дарчиняном, но из-за разногласий сторон этому бою так и не суждено было состояться.
В 2006 году дважды уступил итальянцу Симоне Малудротту (21-1) в боях за титул чемпиона EBU в легчайшей весовой категории, после чего объявил о завершении спортивной карьеры. В общей сложности провёл на профи-ринге 26 поединков, из них 22 выиграл (в том числе 10 досрочно) и 4 проиграл.